# 嘉兴市第三中学
30°43′59.65″N 120°47′28.82″E / 30.7332361°N 120.7913389°E
嘉兴市第三中学，简称嘉兴三中，是一所位于浙江省嘉兴市的重点中学，是浙江省二级重点普通高中之一。现校址位于城南范蠡湖畔。
现在三中已经搬迁至位于嘉兴市南湖区双溪路的嘉兴高中园区

## 学校历史
嘉兴三中为嘉兴建立较早的现代中学之一，其前身为明德女中。当时全国范围内有多所明德女中明德女中创办于民国十七年(1928)年，1952年改名为嘉兴三中，1980年被定为嘉兴县重点中学。嘉兴三中原校址在浙江省嘉兴市城区中山西路134号，现已搬迁至城南范蠡湖畔。从2004年起，初中部停止招生，2006年6月，完成初高中分离，成为一所有30个班级的省级重点高级中学。

## 校训
求知求实